# Tetropium auripilis
Tetropium auripilis är en skalbaggsart som beskrevs av Bates 1885. Tetropium auripilis ingår i släktet Tetropium och familjen långhorningar. Inga underarter finns listade i Catalogue of Life.